# Sabrina Delannoy
Sabrina Julienne Francine Delannoy (Béthune, 18 de maio de 1986) é uma futebolista profissional francesa que atua como defensora.

## Carreira
Sabrina Delannoy fez parte do elenco da Seleção Francesa de Futebol Feminino, nas Olimpíadas de 2016.